# Tangaroa (cratère)
Pour les articles homonymes, voir Tangaroa.
Tangaroa est un cratère d'impact situé sur le satellite Triton de la planète Neptune par 25° S et 65,5° E. Il se trouve entre les taches de Zin Maculae.